# Мурена
Мурена (Muraena) — рід риб родини муренових (Muraenidae) ряду вугроподібних (Anguilliformes).

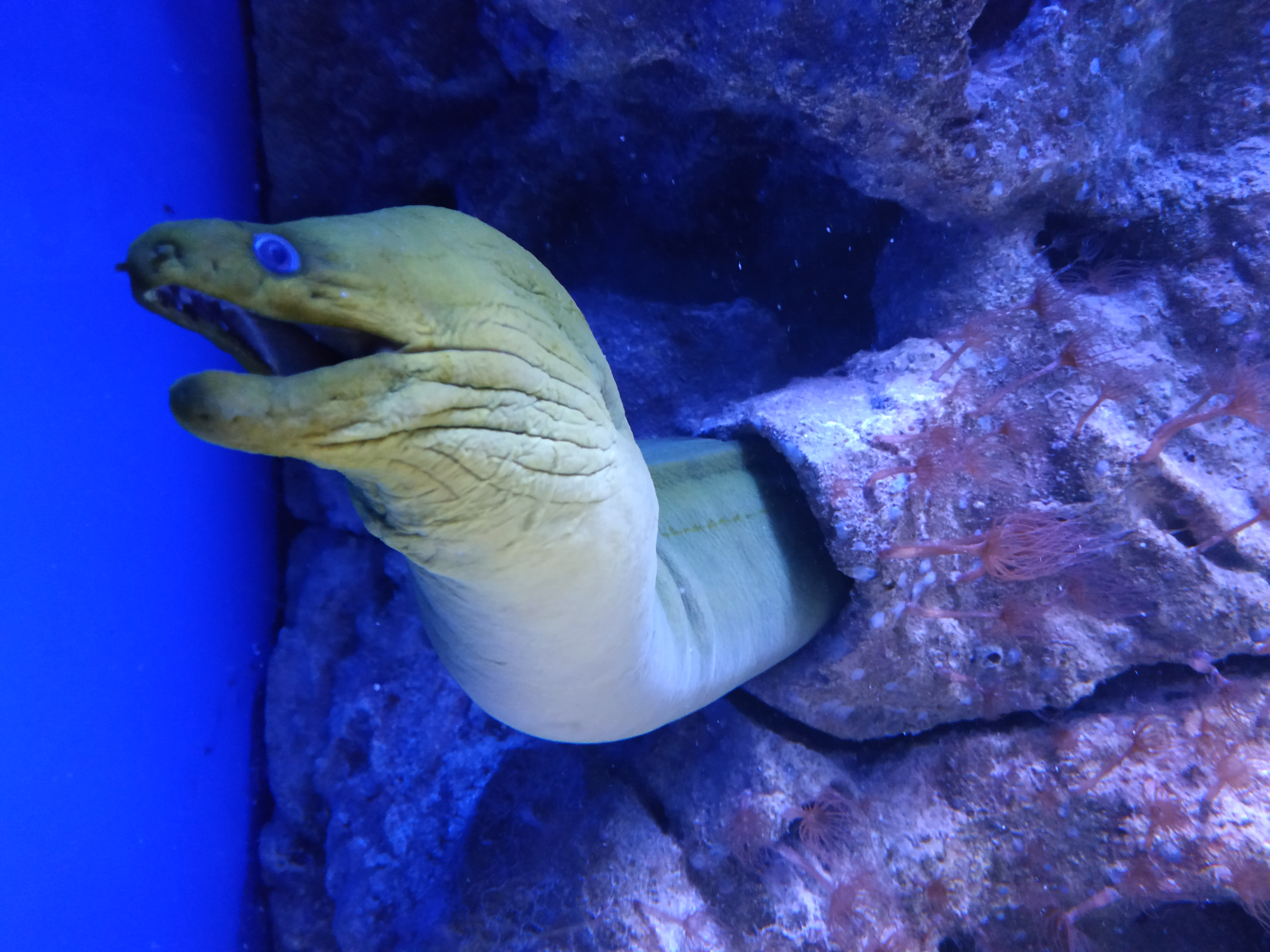

Представники роду поширені в Середземному морі та високо шанувалися стародавніми римлянами. Також вони поширені в тропічних і субтропічних морях, особливо у скельних прибережних ділянках та у коралових рифах. Зазвичай мають довгий спинний плавець, що тягнеться від голови до хвоста, закруглений хвіст, але решта плавців відсутня. Шкіра не має лусок, гладка, часто забарвлена у яскраві кольори, тіло формою нагадує зміїне.
Мурени живуть в придонному шарі води, можна сказати, на дні. Вдень вони сидять в ущелинах скель або коралів, висунувши голови і зазвичай поводячи ними з боку в бік, виглядаючи здобич. Вночі ж мурени вибираються з нір, щоб полювати. Зазвичай вони харчуються рибами, але нападають і на ракоподібних, і на восьминогів, яких ловлять із засідки, стрілою вискакуючи зі своїх сховищ і хапаючи жертв, що пропливають повз.